# حشره‌خوار واله
 حشره‌خوار واله (نام علمی: Sorex antinorii) نام یک گونه از سرده حشره‌خوارهای دم‌دراز است.